# 粉花雪灵芝
粉花雪灵芝（学名：Arenaria shannanensis）为石竹科无心菜属的植物，为中国的特有植物。分布在中国大陆的西藏等地，生长于海拔4,300米的地区，一般生于高山草甸，目前尚未由人工引种栽培。